# C3/C5 konvertaza alternativno komplementnog puta
C3/C5 konvertaza alternativno komplementnog puta (EC 3.4.21.47, komplementna komponenta C3/C5 konvertaza (alternativna), proenzimski faktor B, properdinski faktor B, C3 proaktivator, glicinom bogati beta-glikoprotein, toplotno-labilni faktor, C3 konvertaza, C3b,Bb,CVF,Bb,C5 konvertaza, (C3b)n,Bb, komplement C 3(C 5) konvertaza (amplifikacija), konvertaza alternativnog komplementnog puta C3(C5), C5 konvertaza, CVF,Bb, (CVF)-zavisni glicinom-bogati-beta-glukoprotein, C3 konvertaza zavisna od faktora kobrinog venuma) je enzim. Ovaj enzim katalizuje sledeću hemijsku reakciju
Razlaganje Arg-Ser veze u alfa-lancu komplementne komponente C3 čime se formira C3a i C3b, i Arg- veze u alfa-lancu komplementne komponente C5 čime se formira C5a i C5b
Ovaj enzim je bimolekulski kompleks komplementnog fragmenta Bb sa bilo C3b ili faktorom kobrinog venuma.

## Literatura
- Nicholas C. Price; Lewis Stevens (1999). Fundamentals of Enzymology: The Cell and Molecular Biology of Catalytic Proteins (Third изд.). USA: Oxford University Press. ISBN 019850229X.
- Eric J. Toone (2006). Advances in Enzymology and Related Areas of Molecular Biology, Protein Evolution (Volume 75 изд.). Wiley-Interscience. ISBN 0471205036.
- Branden C; Tooze J. Introduction to Protein Structure. New York, NY: Garland Publishing. ISBN 0-8153-2305-0.
- Irwin H. Segel. Enzyme Kinetics: Behavior and Analysis of Rapid Equilibrium and Steady-State Enzyme Systems (Book 44 изд.). Wiley Classics Library. ISBN 0471303097.
- William P. Jencks (1987). Catalysis in Chemistry and Enzymology. Dover Publications. ISBN 0486654605.

## Spoljašnje veze
- Alternative-complement-pathway+C3/C5+convertase на 